# Rino Montanari
Rino Montanari (* 17. Juli 1945 in San Pietro in Casale, Italien; † 3. Februar 2000 in Renazzo) war ein italienischer Radsportler. 
Montanari wurde jeweils kurzzeitig als Amateur und als Berufsfahrer bekannt. Als Amateursportler gehörte er 1968 zur italienischen Nationalmannschaft, die sich an dem Dreiländer-Etappenrennen Internationale Friedensfahrt von Ost-Berlin über Prag nach Warschau beteiligte. Als Zweitjüngster im Team gewann er die zwölfte Etappe von Kattowitz nach Krakau, belegte aber in der Gesamtwertung als schlechtester Italiener nur den 52. Platz unter 67 gewerteten Aktiven.   
1969 wechselte Montanari mit einem Vertrag beim italienischen Radsportteam Wega zu den Berufsfahrern. Er nahm unter anderem am Giro d’Italia 1969 teil, schied aber vorzeitig aus dem Rennen aus. 
Nach dem Ende seiner Laufbahn als aktiver Radrennfahrer ließ sich Montanari im norditalienischen Renazzo in der Provinz Ferrara nieder. Dort engagierte er sich bei dem Radsportklub Stella Alpina, wo er zeitweise das Amt des Klubpräsidenten ausübte. Er starb an einer unheilbaren Krankheit im Alter von 54 Jahren. Ihm zu Ehren wird jährlich im benachbarten Velodromo Corrado Ardizzoni in Cento das Montanari-Gedächtnisrennen ausgetragen. 